# Chris Hardwick
Christopher Ryan "Chris" Hardwick (Louisville, Kentucky, 23 november, 1971) is een Amerikaans komiek en acteur, die zijn bekendheid vooral dankt aan zijn rol als Otis in Back at the Barnyard.

## Filmografie
| Jaar       | Titel                                 | Rol                         | Opmerkingen                               |
| ---------- | ------------------------------------- | --------------------------- | ----------------------------------------- |
| 1998       | Courting Courtney                     | Tim                         |                                           |
| 1998       | Art House                             | Weston Craig                |                                           |
| 1998       | Beach House                           | Ross                        |                                           |
| 2002       | Jane White Is Sick & Twisted          | Burger                      |                                           |
| 2003       | House of 1000 Corpses                 | Jerry Goldsmith             |                                           |
| 2003       | Terminator 3: Rise of the Machines    | 2e WTK                      |                                           |
| 2004       | Spectres                              | Sam Phillips                |                                           |
| 2004       | Johnson Family Vacation               | Brandstichting Investigator |                                           |
| 2005       | The Life Coach                        | Melos                       |                                           |
| 2007-2011  | Back at the Barnyard                  | Otis / Extra Stemmen        | Stem Vervangen van Kevin James (als Otis) |
| 2010-heden | Winx Club                             | Klaus & Anagan              | Stem                                      |
| 2009       | The Mother of Invention               | Drake Wooderson             |                                           |
| 2009       | Halloween II                          | David Newman                |                                           |
| 2010       | Lego: The Adventures of Clutch Powers | Bones                       | Stem                                      |
| 2011-heden | Talking Dead                          | Chris Hardwick              |                                           |
| 2012       | Extremely Loud & Incredibly Close     | Estate Sale Organizer       |                                           |
| 2013       | Talking Bad                           | Chris Hardwick              |                                           |
| 2013-heden | @midnight                             | Chris Hardwick              |                                           |
| 2015       | LEGO Dimensions                       | Green Arrow                 | Stem in videospel                         |

- International Standard Name Identifier: 0000 0000 8622 7820
- Library of Congress Control Number: no2010171209
- MusicBrainz: 19123daf-fb7c-4865-b20d-4a38a91704c9
- Virtual International Authority File: 124756226
- WorldCat: E39PBJvtcV86rhx4kXjhfgfQbd